# Lars-Erik Esbjörs
Lars-Erik Esbjörs, född 11 oktober 1949 i Avesta, är en svensk före detta professionell ishockeyspelare och ishockeytränare.
Han startade sin karriär i Säters IF och värvades till Frölunda HC 1972. Han spelade totalt tio säsonger i Frölunda, innan han avslutade med två säsonger i Sparta Sarpsborg i den norska elitserien 1982 till 1984. Han vann en silvermedalj 1980 i Elitserien. Han var med i en flygplansolycka 1975 tillsammans med Frölunda och var en av de som skadades allvarligast. Han lyckades dock göra comeback.
Internationellt spelade Lars-Erik 43 landskamper med Tre Kronor och vann en bronsmedalj vid VM 1976. Han var även med i Canada Cup-laget 1976.
Efter sin aktiva karriär blev han ungdomstränare i Frölunda och under säsongen 1990/1991 hade han ansvaret för Frölundas seniorer, en säsong då laget fick kvala sig kvar i elitserien. 
Han har två söner som också är före detta ishockeyspelare, Joakim och Jonas Esbjörs.